# Sankt Georgen an der Leys
Sankt Georgen an der Leys is een gemeente in de Oostenrijkse deelstaat Neder-Oostenrijk, gelegen in het district Scheibbs (SB). De gemeente heeft ongeveer 1300 inwoners.

## Geografie
Sankt Georgen an der Leys heeft een oppervlakte van 23,87 km². Het ligt in het centrum van het land, ten westen van de hoofdstad Wenen en ten zuidwesten van de deelstaathoofdstad Sankt Pölten.
Gaming · Göstling an der Ybbs · Gresten · Gresten-Land · Lunz am See · Oberndorf an der Melk · Puchenstuben · Purgstall an der Erlauf · Randegg · Reinsberg · Scheibbs · Sankt Anton an der Jeßnitz · Sankt Georgen an der Leys · Steinakirchen am Forst · Wang · Wieselburg · Wieselburg-Land · Wolfpassing
- Gemeinsame Normdatei: 4804899-9
- Virtual International Authority File: 237474950